# Bokchoonara
× Bokchoonara, (abreviado Bkch) en el comercio, es un híbrido intergenérico entre los géneros de orquídeas Arachnis × Ascocentrum × Phalaenopsis × Vanda. Fue publicado en Orchid Rev. 85(1006) cppo: 10 (1977).